# Motorrad-Weltmeisterschaft 1980
Die Motorrad-WM-Saison 1980 war die 32. in der Geschichte der FIM-Motorrad-Straßenweltmeisterschaft.
In der Klassen  bis 500 cm³ und bei den Gespannen wurden acht, in den Klassen bis 350 cm³ und bis 50 cm³ sechs und in den Klassen bis 250 cm³ und bis 125 cm³ zehn Rennen ausgetragen.

## Punkteverteilung
| Punktewertung | Punktewertung | Punktewertung | Punktewertung | Punktewertung | Punktewertung | Punktewertung | Punktewertung | Punktewertung | Punktewertung | Punktewertung |
| ------------- | ------------- | ------------- | ------------- | ------------- | ------------- | ------------- | ------------- | ------------- | ------------- | ------------- |
| Platz         | 1             | 2             | 3             | 4             | 5             | 6             | 7             | 8             | 9             | 10            |
| Punkte        | 15            | 12            | 10            | 8             | 6             | 5             | 4             | 3             | 2             | 1             |

In die Wertung kamen alle erzielten Resultate.

## 500-cm³-Klasse

### Rennergebnisse
|   | Datum  | Rennen                | Strecke                   | Platz 1           | Platz 2           | Platz 3           | Pole-Position     | Schn. Rennrunde   |
| - | ------ | --------------------- | ------------------------- | ----------------- | ----------------- | ----------------- | ----------------- | ----------------- |
| 1 | 11.05. | GP der Nationen       | Misano                    | Kenny Roberts sr. | Franco Uncini     | Graziano Rossi    | Marco Lucchinelli | Kenny Roberts sr. |
| 2 | 18.05. | GP von Spanien        | Jarama                    | Kenny Roberts sr. | Marco Lucchinelli | Randy Mamola      | Kenny Roberts sr. | Kenny Roberts sr. |
| 3 | 25.05. | GP von Frankreich     | Le Castellet              | Kenny Roberts sr. | Randy Mamola      | Marco Lucchinelli | Marco Lucchinelli | Kenny Roberts sr. |
| 4 | 28.06. | 50. Dutch TT          | Assen                     | Jack Middelburg   | Graziano Rossi    | Franco Uncini     | Jack Middelburg   | Randy Mamola      |
| 5 | 06.07. | GP von Belgien        | Zolder                    | Randy Mamola      | Marco Lucchinelli | Kenny Roberts sr. | Randy Mamola      | Marco Lucchinelli |
| 6 | 27.07. | GP von Finnland       | Imatra                    | Wil Hartog        | Kenny Roberts sr. | Franco Uncini     | Graziano Rossi    | Marco Lucchinelli |
| 7 | 10.08. | GP von Großbritannien | Silverstone               | Randy Mamola      | Kenny Roberts sr. | Marco Lucchinelli | Kenny Roberts sr. | Kenny Roberts sr. |
| 8 | 24.08. | GP von Deutschland    | Nürburgring- Nordschleife | Marco Lucchinelli | Graeme Crosby     | Wil Hartog        | Randy Mamola      | Marco Lucchinelli |

### Fahrerwertung
| 1  | Kenny Roberts sr. | Yamaha   | 87 |
| 2  | Randy Mamola      | Suzuki   | 72 |
| 3  | Marco Lucchinelli | Suzuki   | 59 |
| 4  | Franco Uncini     | Suzuki   | 50 |
| 5  | Graziano Rossi    | Suzuki   | 38 |
| 6  | Wil Hartog        | Suzuki   | 31 |
| 7  | Johnny Cecotto    | Yamaha   | 31 |
| 8  | Graeme Crosby     | Suzuki   | 29 |
| 9  | Jack Middelburg   | Yamaha   | 20 |
| 10 | Takazumi Katayama | Suzuki   | 18 |
| 11 | Carlo Perugini    | Suzuki   | 17 |
| 12 | Kork Ballington   | Kawasaki | 13 |
| 13 | Philippe Coulon   | Suzuki   | 11 |
| 14 | Boet van Dulmen   | Yamaha   | 10 |

| 15 | Barry Sheene      | Yamaha | 10 |
| 16 | Patrick Pons (†)  | Yamaha | 10 |
| 17 | Patrick Fernandez | Yamaha | 4  |
|    | Michel Rougerie   | Suzuki | 4  |
| 19 | Christian Estrosi | Suzuki | 3  |
| 20 | Sadao Asami       | Yamaha | 2  |
|    | Henk de Vries     | Suzuki | 2  |
|    | Michel Frutschi   | Yamaha | 2  |
| 23 | Bernard Fau       | Suzuki | 1  |
|    | Sergio Pellandini | Suzuki | 1  |
|    | Dave Potter       | Yamaha | 1  |
|    | Gustav Reiner     | Suzuki | 1  |
| 27 | Raymond Roche     | Yamaha | 1  |

### Konstrukteurswertung
Der Konstrukteurstitel wurde Yamaha zuerkannt.

## 350-cm³-Klasse

### Rennergebnisse
|   | Datum  | Rennen                  | Strecke                   | Platz 1        | Platz 2             | Platz 3        | Pole-Position  | Schn. Rennrunde   |
| - | ------ | ----------------------- | ------------------------- | -------------- | ------------------- | -------------- | -------------- | ----------------- |
| 1 | 11.05. | GP der Nationen         | Misano                    | Johnny Cecotto | Massimo Matteoni    | Walter Villa   | Johnny Cecotto | Carlos Lavado     |
| 2 | 25.05. | GP von Frankreich       | Le Castellet              | Jon Ekerold    | Johnny Cecotto      | Éric Saul      | Johnny Cecotto | Jon Ekerold       |
| 3 | 28.06. | 50. Dutch TT            | Assen                     | Jon Ekerold    | Patrick Fernandez   | Toni Mang      | Toni Mang      | Patrick Fernandez |
| 4 | 10.08. | GP von Großbritannien   | Silverstone               | Toni Mang      | Jon Ekerold         | Éric Saul      | Toni Mang      | Toni Mang         |
| 5 | 17.08. | GP der Tschechoslowakei | Masaryk-Ring              | Toni Mang      | Jean-François Baldé | Jeffrey Sayle  | Toni Mang      | Toni Mang         |
| 6 | 24.08. | GP von Deutschland      | Nürburgring- Nordschleife | Jon Ekerold    | Toni Mang           | Johnny Cecotto | Toni Mang      | Jon Ekerold       |

### Fahrerwertung
| 1  | Jon Ekerold         | Bimota-Yamaha    | 63 |
| 2  | Toni Mang           | Krauser          | 60 |
| 3  | Jean-François Baldé | Kawasaki         | 38 |
| 4  | Johnny Cecotto      | Yamaha           | 37 |
| 5  | Jeffrey Sayle       | Yamaha           | 25 |
| 6  | Éric Saul           | Bimota-Yamaha    | 24 |
| 7  | Jacques Cornu       | Yamaha           | 21 |
| 8  | Massimo Matteoni    | Bimota-Yamaha    | 19 |
| 9  | Walter Villa        | Adriatica-Yamaha | 16 |
| 10 | Patrick Fernandez   | Bimota-Yamaha    | 12 |
| 11 | Carlo Perugini      | RTM              | 10 |
| 12 | Tony Head           | Yamaha           | 9  |
| 13 | Carlos Lavado       | Yamaha           | 8  |

| 14 | Roland Freymond      | Yamaha        | 7 |
| 15 | Tony Rogers          | Yamaha        | 6 |
|    | Jacques Bolle        | Yamaha        | 6 |
|    | Gregg Hansford       | Kawasaki      | 6 |
| 18 | Keith Huewen         | Yamaha        | 6 |
| 19 | Thierry Espié        | Bimota-Yamaha | 6 |
| 20 | Jean-Louis Tournadre | Bimota-Yamaha | 5 |
| 21 | Loris Reggiani       | Bimota-Yamaha | 4 |
| 22 | Graeme McGregor      | Yamaha        | 4 |
| 23 | Alan North           | Yamaha        | 2 |
| 24 | Eduard Stöllinger    | Kawasaki      | 1 |
|    | Pekka Nurmi          | Yamaha        | 1 |

### Konstrukteurswertung
Der Konstrukteurstitel wurde Bimota-Yamaha zuerkannt.

## 250-cm³-Klasse

### Rennergebnisse
|    | Datum  | Rennen                  | Strecke                   | Platz 1         | Platz 2             | Platz 3             | Pole-Position   | Schn. Rennrunde |
| -- | ------ | ----------------------- | ------------------------- | --------------- | ------------------- | ------------------- | --------------- | --------------- |
| 1  | 11.05. | GP der Nationen         | Misano                    | Toni Mang       | Jean-François Baldé | Pierluigi Conforti  | Toni Mang       | Kork Ballington |
| 2  | 18.05. | GP von Spanien          | Jarama                    | Kork Ballington | Toni Mang           | Thierry Espié       | Kork Ballington | Kork Ballington |
| 3  | 25.05. | GP von Frankreich       | Le Castellet              | Kork Ballington | Toni Mang           | Thierry Espié       | Toni Mang       | Thierry Espié   |
| 4  | 15.06. | GP von Jugoslawien      | Rijeka                    | Toni Mang       | Gianpaolo Marchetti | Sauro Pazzaglia     | Toni Mang       | Toni Mang       |
| 5  | 28.06. | 50. Dutch TT            | Assen                     | Carlos Lavado   | Éric Saul           | Toni Mang           | Toni Mang       | Carlos Lavado   |
| 6  | 06.07. | GP von Belgien          | Zolder                    | Toni Mang       | Gianpaolo Marchetti | Patrick Fernandez   | Toni Mang       | Toni Mang       |
| 7  | 27.07. | GP von Finnland         | Imatra                    | Kork Ballington | Toni Mang           | Roland Freymond     | Toni Mang       | Kork Ballington |
| 8  | 10.08. | GP von Großbritannien   | Silverstone               | Kork Ballington | Toni Mang           | Thierry Espié       | Toni Mang       | Toni Mang       |
| 9  | 17.08. | GP der Tschechoslowakei | Masaryk-Ring              | Toni Mang       | Kork Ballington     | Jean-François Baldé | Toni Mang       | Toni Mang       |
| 10 | 24.08. | GP von Deutschland      | Nürburgring- Nordschleife | Kork Ballington | Jean-François Baldé | Toni Mang           | Toni Mang       | Kork Ballington |

### Fahrerwertung
| 1  | Toni Mang              | Krauser    | 128 |
| 2  | Kork Ballington        | Kawasaki   | 87  |
| 3  | Jean-François Baldé    | Kawasaki   | 59  |
| 4  | Thierry Espié          | Yamaha     | 53  |
| 5  | Roland Freymond        | Morbidelli | 46  |
| 6  | Carlos Lavado          | Yamaha     | 29  |
| 7  | Gianpaolo Marchetti    | Yamaha     | 28  |
| 8  | Jacques Cornu          | Yamaha     | 26  |
| 9  | Éric Saul              | Yamaha     | 24  |
| 10 | Patrick Fernandez      | Yamaha     | 16  |
| 11 | Eduard Stöllinger      | Kawasaki   | 16  |
| 12 | Hans Müller            | Yamaha     | 16  |
| 13 | Sauro Pazzaglia        | Ad Majora  | 12  |
| 14 | Graeme McGregor        | Cotton     | 12  |
| 15 | Jean-Marc Toffolo      | Yamaha     | 11  |
| 16 | Pierluigi Conforti     | Yamaha     | 10  |
| 17 | Jean-Louis Guignabodet | Kawasaki   | 9   |
| 18 | Didier de Radiguès     | Yamaha     | 8   |
| 19 | Eero Hyvärinen         | Yamaha     | 8   |

| 20 | Paolo Ferretti       | Yamaha | 7 |
|    | Clive Horton         | Cotton | 7 |
| 22 | Graeme Geddes        | Yamaha | 6 |
| 23 | Roger Sibille        | Yamaha | 6 |
| 24 | Jacques Bolle        | Yamaha | 5 |
|    | Steve Tonkin         | Cotton | 5 |
| 26 | Herbert Hauf         | Yamaha | 4 |
| 27 | André Gouin          | Yamaha | 4 |
| 28 | Reinhold Roth        | Yamaha | 4 |
| 29 | Walter Villa         | Yamaha | 4 |
| 30 | Charlie Williams     | Yamaha | 2 |
|    | Martin Wimmer        | Yamaha | 2 |
| 32 | René Delaby          | Yamaha | 1 |
|    | Franco Marchegiani   | Yamaha | 1 |
|    | Marco Papa           | Yamaha | 1 |
|    | Tony Rogers          | Yamaha | 1 |
|    | Mladen Tomic         | Yamaha | 1 |
| 37 | Jean-Louis Tournadre | Yamaha | 1 |

### Konstrukteurswertung
Der Konstrukteurstitel wurde Krauser zuerkannt.

## 125-cm³-Klasse

### Rennergebnisse
|    | Datum  | Rennen                  | Strecke                   | Platz 1            | Platz 2             | Platz 3            | Pole-Position      | Schn. Rennrunde    |
| -- | ------ | ----------------------- | ------------------------- | ------------------ | ------------------- | ------------------ | ------------------ | ------------------ |
| 1  | 11.05. | GP der Nationen         | Misano                    | Pier Paolo Bianchi | Guy Bertin          | Bruno Kneubühler   | Pier Paolo Bianchi | Pier Paolo Bianchi |
| 2  | 18.05. | GP von Spanien          | Jarama                    | Pier Paolo Bianchi | Iván Palazzese      | Bruno Kneubühler   | Pier Paolo Bianchi | Guy Bertin         |
| 3  | 25.05. | GP von Frankreich       | Le Castellet              | Ángel Nieto        | Pier Paolo Bianchi  | Loris Reggiani     | Guy Bertin         | Ángel Nieto        |
| 4  | 15.06. | GP von Jugoslawien      | Rijeka                    | Guy Bertin         | Hans Müller         | Loris Reggiani     | Pier Paolo Bianchi | Guy Bertin         |
| 5  | 28.06. | 50. Dutch TT            | Assen                     | Ángel Nieto        | Guy Bertin          | Loris Reggiani     | Guy Bertin         | Ángel Nieto        |
| 6  | 06.07. | GP von Belgien          | Zolder                    | Ángel Nieto        | Guy Bertin          | Loris Reggiani     | Hans Müller        | Guy Bertin         |
| 7  | 27.07. | GP von Finnland         | Imatra                    | Ángel Nieto        | Pier Paolo Bianchi  | Hans Müller        | Guy Bertin         | Ángel Nieto        |
| 8  | 10.08. | GP von Großbritannien   | Silverstone               | Loris Reggiani     | Bruno Kneubühler    | Pier Paolo Bianchi | Guy Bertin         | Ángel Nieto        |
| 9  | 17.08. | GP der Tschechoslowakei | Masaryk-Ring              | Guy Bertin         | Maurizio Massimiani | Hans Müller        | Ángel Nieto        | Guy Bertin         |
| 10 | 24.08. | GP von Deutschland      | Nürburgring- Nordschleife | Guy Bertin         | Ángel Nieto         | Hans Müller        | Guy Bertin         | Guy Bertin         |

### Fahrerwertung
| 1  | Pier Paolo Bianchi  | MBA        | 90 |
| 2  | Guy Bertin          | Motobécane | 81 |
| 3  | Ángel Nieto         | Minarelli  | 78 |
| 4  | Bruno Kneubühler    | MBA        | 68 |
| 5  | Hans Müller         | MBA        | 64 |
| 6  | Loris Reggiani      | Minarelli  | 63 |
| 7  | Iván Palazzese      | MBA        | 28 |
| 8  | Maurizio Massimiani | Minarelli  | 20 |
| 9  | Peter Looijesteijn  | MBA        | 18 |
| 10 | Barry Smith         | MBA        | 17 |
| 11 | Harald Bartol       | MBA        | 15 |
| 12 | Ricardo Tormo       | MBA        | 13 |
| 13 | Stefan Dörflinger   | Morbidelli | 13 |
| 14 | Gianpaolo Marchetti | MBA        | 10 |
| 15 | August Auinger      | MBA        | 9  |
| 16 | Yves Dupont         | MBA        | 8  |

| 17 | Eugenio Lazzarini  | Iprem      | 8 |
| 18 | Rolf Blatter       | MBA        | 8 |
| 19 | Henk van Kessel    | Condor     | 8 |
| 20 | Gert Bender        | Bender     | 6 |
| 21 | Michel Galbit      | Morbidelli | 5 |
| 22 | Patrick Hérouard   | MBA        | 6 |
| 23 | János Drapál       | Morbidelli | 5 |
| 24 | Thierry Noblesse   | MBA        | 4 |
| 25 | Matti Kinnunen     | MBA        | 4 |
| 26 | Jan Bäckström      | MBA        | 2 |
|    | Stefan Jansen      | Morbidelli | 2 |
| 28 | Jean-Claude Selini | MBA        | 2 |
| 29 | Hugo Vignetti      | MBA        | 1 |
|    | Zdravko Ljeljak    | MBA        | 1 |
|    | Anton Straver      | MBA        | 1 |
|    | Johnny Wickström   | MBA        | 1 |

### Konstrukteurswertung
Der Konstrukteurstitel wurde MBA zuerkannt.

## 50-cm³-Klasse

### Rennergebnisse
|   | Datum  | Rennen             | Strecke                   | Platz 1           | Platz 2           | Platz 3            | Pole-Position     | Schn. Rennrunde   |
| - | ------ | ------------------ | ------------------------- | ----------------- | ----------------- | ------------------ | ----------------- | ----------------- |
| 1 | 11.05. | GP der Nationen    | Misano                    | Eugenio Lazzarini | Theo Timmer       | Hans-Jürgen Hummel | Eugenio Lazzarini | Stefan Dörflinger |
| 2 | 18.05. | GP von Spanien     | Jarama                    | Eugenio Lazzarini | Stefan Dörflinger | Henk van Kessel    | Ricardo Tormo     | Eugenio Lazzarini |
| 3 | 15.06. | GP von Jugoslawien | Rijeka                    | Ricardo Tormo     | Stefan Dörflinger | Eugenio Lazzarini  | Ricardo Tormo     | Ricardo Tormo     |
| 4 | 28.06. | 50. Dutch TT       | Assen                     | Ricardo Tormo     | Stefan Dörflinger | Eugenio Lazzarini  | Ricardo Tormo     | Ricardo Tormo     |
| 5 | 06.07. | GP von Belgien     | Zolder                    | Stefan Dörflinger | Eugenio Lazzarini | Yves Dupont        | Ricardo Tormo     | Stefan Dörflinger |
| 6 | 24.08. | GP von Deutschland | Nürburgring- Nordschleife | Stefan Dörflinger | Eugenio Lazzarini | Hans-Jürgen Hummel | Ricardo Tormo     | Stefan Dörflinger |

### Fahrerwertung
| 1  | Eugenio Lazzarini  | Iprem         | 74 |
| 2  | Stefan Dörflinger  | Kreidler      | 72 |
| 3  | Hans-Jürgen Hummel | Kreidler      | 37 |
| 4  | Ricardo Tormo      | Kreidler      | 36 |
| 5  | Henk van Kessel    | Pentax-Sparta | 31 |
| 6  | Hans Spaan         | Kreidler      | 24 |
| 7  | Theo Timmer        | Bultaco       | 19 |
| 8  | Yves Dupont        | ABF           | 18 |
| 9  | Jacky Hutteau      | ABF           | 18 |
| 10 | Wolfgang Müller    | Kreidler      | 15 |
| 11 | Rolf Blatter       | Kreidler      | 14 |

| 12 | Gerhard Waibel     | Kreidler  | 7 |
| 13 | Otto Machinek      | Kreidler  | 7 |
| 14 | Ingo Emmerich      | Kreidler  | 6 |
| 15 | Giuseppe Ascareggi | Minarelli | 4 |
|    | Günter Schirnhofer | Kreidler  | 4 |
| 17 | Daniel Mateos      | Derbi     | 3 |
| 18 | Claudio Lusuardi   | Bultaco   | 6 |
| 19 | Enrico Cereda      | DRS       | 2 |
| 20 | Aldo Pero          | Kreidler  | 1 |
|    | Gerhard Böhl       | Kreidler  | 1 |

### Konstrukteurswertung
Der Konstrukteurstitel wurde Iprem zuerkannt.

## Gespanne (500 cm³)

### Rennergebnisse
|   | Datum  | Rennen                  | Strecke                   | Platz 1                       | Platz 2                          | Platz 3                             | Pole-Position                   | Schn. Rennrunde                 |
| - | ------ | ----------------------- | ------------------------- | ----------------------------- | -------------------------------- | ----------------------------------- | ------------------------------- | ------------------------------- |
| 1 | 25.05. | GP von Frankreich       | Le Castellet              | Rolf Biland / Kurt Waltisperg | Jock Taylor / Benga Johansson    | Werner Schwärzel / Andreas Huber    | Alain Michel / Paul Gérard      | Rolf Biland / Kurt Waltisperg   |
| 2 | 15.06. | GP von Jugoslawien      | Rijeka                    | Rolf Biland / Kurt Waltisperg | Alain Michel / Michael Burkhard  | Jock Taylor / Benga Johansson       | Alain Michel / Michael Burkhard | Alain Michel / Michael Burkhard |
| 3 | 28.06. | 50. Dutch TT            | Assen                     | Jock Taylor / Benga Johansson | Alain Michel / Michael Burkhard  | Derek Jones / Brian Ayres           | Derek Jones / Brian Ayres       | Alain Michel / Michael Burkhard |
| 4 | 06.07. | GP von Belgien          | Zolder                    | Jock Taylor / Benga Johansson | Alain Michel / Michael Burkhard  | Rolf Biland / Kurt Waltisperg       | Cees Smit / Erik de Groot       | Jock Taylor / Benga Johansson   |
| 5 | 27.07. | GP von Finnland         | Imatra                    | Jock Taylor / Benga Johansson | Werner Schwärzel / Andreas Huber | Bruno Holzer / Karl Meierhans       | Alain Michel / Michael Burkhard | Rolf Biland / Kurt Waltisperg   |
| 6 | 10.08. | GP von Großbritannien   | Silverstone               | Derek Jones / Brian Ayres     | Jock Taylor / Benga Johansson    | George O’Dell / Kenneth Williams    | Jock Taylor / Benga Johansson   | Derek Jones / Brian Ayres       |
| 7 | 17.08. | GP der Tschechoslowakei | Masaryk-Ring              | Rolf Biland / Kurt Waltisperg | Alain Michel / Michael Burkhard  | Bruno Holzer / Karl Meierhans       | Alain Michel / Michael Burkhard | Rolf Biland / Kurt Waltisperg   |
| 8 | 24.08. | GP von Deutschland      | Nürburgring- Nordschleife | Jock Taylor / Benga Johansson | Alain Michel / Michael Burkhard  | Egbert Streuer / Johan van der Kaap | Rolf Biland / Kurt Waltisperg   | Rolf Biland / Kurt Waltisperg   |

### Fahrerwertung
| 1  | Jock Taylor       | Benga Johansson                     | Windle-Yamaha               | 94 |
| 2  | Rolf Biland       | Kurt Waltisperg                     | LCR-Yamaha                  | 63 |
| 3  | Alain Michel      | Paul Gérard bzw. Michael Burkhard   | Seymaz-Fath / Seymaz-Yamaha | 63 |
| 4  | Egbert Streuer    | Johan van der Kaap bzw. Boy Brouwer | LCR-Yamaha                  | 52 |
| 5  | Werner Schwärzel  | Andreas Huber                       | Yamaha                      | 48 |
| 6  | Bruno Holzer      | Karl Meierhans                      | LCR-Yamaha                  | 37 |
| 7  | Derek Jones       | Brian Ayres                         | Ireson-Yamaha               | 35 |
| 8  | George O’Dell     | Kenneth Williams bzw. Bill Boldison | Yamaha                      | 21 |
| 9  | Michel Vanneste   | Serge Vanneste                      | Busch-Suzuki                | 16 |
| 10 | Trevor Ireson     | Clive Pollington                    | Yamaha                      | 15 |
| 11 | Peter Campbell    | Dick Goodwin                        | Yamaha                      | 15 |
| 12 | Göte Brodin       | Billy Gällros                       | Krauser-Yamaha              | 11 |
| 13 | Rolf Steinhausen  | Kenny Arthur                        | Bartol                      | 10 |
| 14 | Yvan Trolliet     | Denis Vernet                        | Seymaz-Yamaha               | 9  |
| 15 | Dick Greasley     | Stuart Atkinson                     | Yamaha                      | 6  |
| 16 | Masato Kumano     | Georg Buchner bzw. Neil Oxley       | Kumano-Yamaha               | 6  |
| 17 | Pentti Niinivaara | Matti Gröönroos                     | Yamaha                      | 5  |
| 18 | Walter Ohrmann    | Erich Schmitz                       | Yamaha                      | 5  |
| 19 | Jesco Höckert     | Harald Mathews bzw. Thomas Riedel   | Busch-Yamaha                | 5  |
| 20 | Jorma Päivärinta  | Kari Karttiala                      | Yamaha                      | 4  |
| 21 | Kalevi Rahko      | Kari Laatikainen                    | Yamaha                      | 3  |
| 22 | John Barker       | Nick Cutmore                        | Yamaha                      | 2  |
| 23 | Hermann Huber     | Rainer Gundel                       | LCR-Yamaha                  | 1  |
|    | Mick Boddice      | Chas Birks                          | Windle-Yamaha               | 1  |

### Konstrukteurswertung
Der Konstrukteurstitel wurde Windle-Yamaha zuerkannt.